# گیدینگز (تگزاس)
گیدینگز، تگزاس(به انگلیسی: Giddings, Texas) شهری در ایالت تگزاس از ایالات جنوبی ایالات متحده آمریکا است. در سرشماری سال ۲۰۰۰، جمعیت این شهر ۵۱۰۵ نفر اعلام شد.
عمارت دادگستری شهرستان لی در اینجا قرار دارد.